# 新涇區
新涇区是中國上海市一個已不存在的市辖区。目前該區轄地是长宁区、普陀區和嘉定區的一部分。

## 歷史
該區於1945年設置，最初名為25區。當時該區東至蘇州河、滬杭甬鐵路，西至江橋鎮和諸翟，南至虹橋路、青滬公路，北至滬寧鐵路。1946年3月，由於恢復了原真如區（32區），25區的北界南移至蘇州河、木瀆港、虬江一線。1947年4月（一說1月），改稱新泾区。當時轄區面積65.67平方公里，區公所位於羽林路。1949年11月，新涇區申紀港東面原本的2個保的土地劃給真如區。1950年3月，朱家灣劃給真如區。1950年6月，蘇州河以北、中山北路以南地區劃入普陀區。蘇州河以南、天山路以北、古北路以東劃入長寧區。8月，申紀港東面一些領土再度劃入真如區。1956年，新涇区一部分領土劃給長寧區，其餘領土與龙华区以及真如区併入西郊区，新涇區撤銷。